# Entomologija
Entomologíja (grško έντομον: éntomon - žuželka + λόγος: lógos  - veda, učenje + pripona ια; tudi žužkoslóvje) je del zoologije in je strogo gledano nauk o žuželkah, čeprav se včasih predmet preučevanja razširi tudi na druge zemeljske členonožce. Znanstvenik, ki deluje na področju entomologije, je entomolog.
Človek že od prazgodovine spoznava žuželke, njihovo vlogo v ekosistemu, predvsem pa pomen za lastno preživetje. Znanstveno preučevanje žuželk pa se je začelo šele v 18. stoletju s ponovnim odkritjem klasične literature o tej temi, vzponom racionalizma in pojavom dostopnejših optičnih inštrumentov. Poleg znanstvenikov, ki se profesionalno ukvarjajo z žuželkami, pa je na račun privlačnosti in raznolikosti žuželk že dolgo razširjena tudi sfera ljubiteljskih entomologov, predvsem v zahodnih državah. Tudi Charles Darwin je pričel svojo pot naravoslovca z zbiranjem hroščev in je vse svoje življenje nadaljeval s preučevanjem evolucije žuželk ter ohranjal stike z ljubiteljskimi entomologi po vsem svetu.

## Predmet preučevanja
Entomologi preučujejo žuželke, njihovo sistematiko, fiziologijo, ekologijo in evolucijo. Glede na to, da so žuželke daleč največji razred živali, je entomologija preširoka veda da bi jo lahko obvladal posameznik. Zato delimo entomologijo na ožje discipline, ki se ukvarjajo z določenimi skupinami žuželk: 
- Apiologija - čebele,
- Koleopterologija - hrošči,
- Odonatologija - kačji pastirji,
- Dipterologija - dvokrilci,
- Hemipterologija - polkrilci,
- Lepidopterologija - metulji,
- Mirmekologija - mravlje,
- itd.